# Пловдивский региональный этнографический музей
Пловдивский региональный этнографический музей (болг. Регионален етнографски музей — Пловдив) — музей этнографии в Пловдиве. С 1938 года он занимает дом купца Аргира Куюмджиоглу 1847 года постройки в Старом городе. В музее представлено шесть экспозиций, каждая из которых занимает отдельную комнату.

## История
Хотя планы организовать музей этнографии в Пловдиве существовали ещё в 1891 году, но только в 1917 году благодаря усилиям местного учёного и журналиста Стою Шишкова был создан Региональный музей. Шишков был первым секретарем и единственным сотрудником музея. В 1931—1932 годах коллекция из 500 экспонатов была передана в Национальную библиотеку и музей Пловдива. В 1938 году музей был возрожден как Муниципальный музейный дом благодаря мэру Пловдива Божидару Здравкову и был организован в Доме Куюмджиоглу. Музей был официально открыт 14 октября 1943 года. Шесть лет спустя Муниципальный музейный дом стал Народным этнографическим музеем. Постоянная экспозиция была организована в 1952 году и существенно пересмотрена в 1962 году.
Сегодня в Пловдивском региональном этнографическом музее собрано более 40 000 экспонатов, распределенных по сельскому хозяйству, ремёслам, тканям и одежде, мебели и интерьеру, музыкальным инструментам, религиозным предметам и произведениям искусства. Кроме того, в музее есть научный архив, библиотека и фотоархив.

## Здание

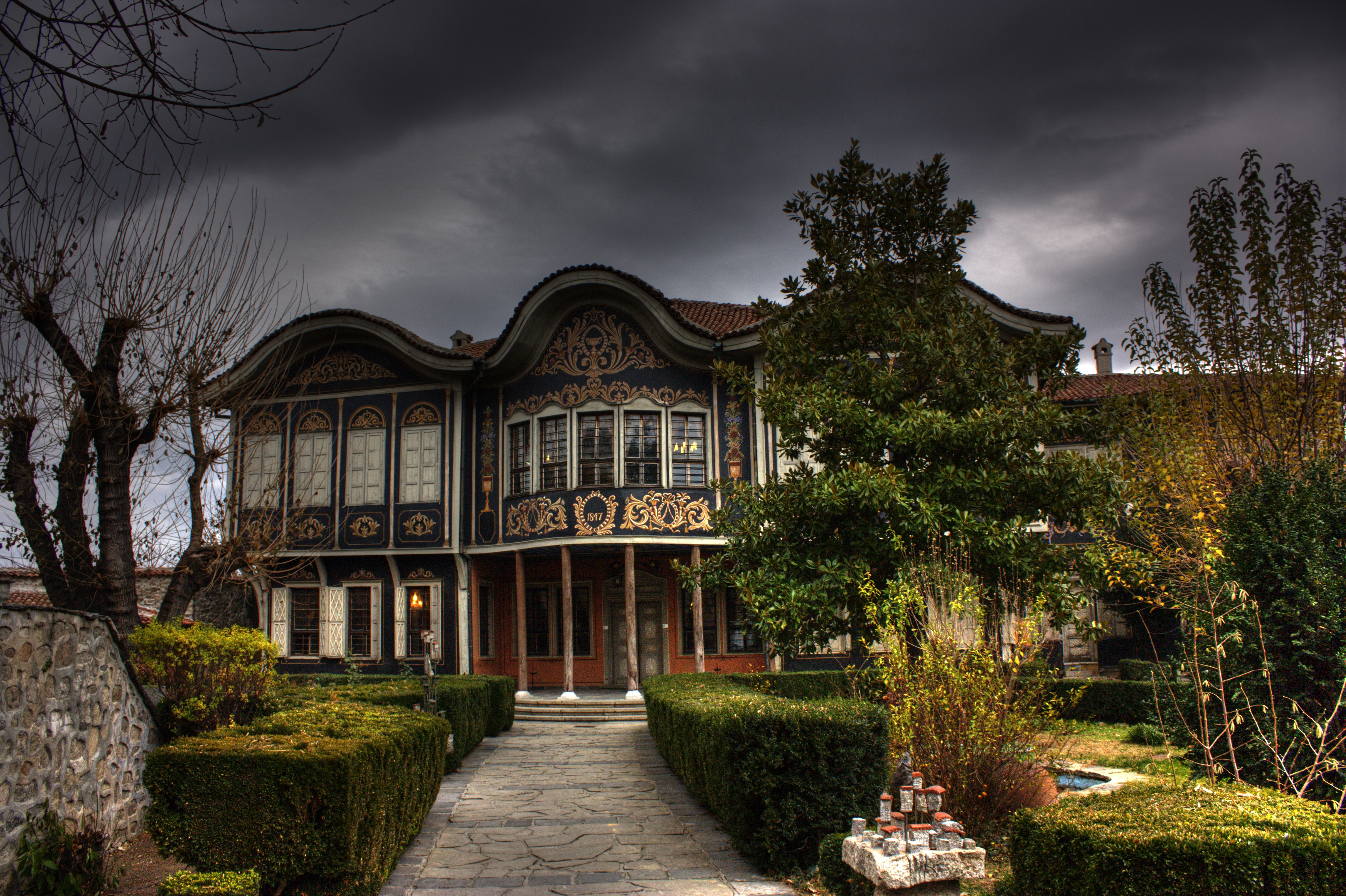
Региональный региональный музей Пловдива занимает дом Куюмджиоглу, построенный в 1847 году

Дом Куюмджиоглу, здание музея, был построен в 1847 году для пловдивского купца Аргира Христова Куюмджиоглу. Он был известным торговцем домотканых тканей, владевшим компанией в Вене. Дом был построен Хаджи Георги из родопской деревни Косово и его описывают как яркий пример архитектуры барокко Пловдива середины 19 века. Дом имеет симметричный фасад; он двухэтажный с западной стороны и четырехэтажный с восточной стороны, используя естественную денивеляцию. Дом Куюмджиоглу находится недалеко от восточных ворот Старого города Пловдива, Крепостных ворот (Хисар капия), и простирается на 570 квадратных метров. В нём 12 комнат и просторных салонов. Как внутреннее, так и внешнее убранство дома основано на изысканных цветочных мотивах. Потолок в каждой комнате резной из дерева. В доме есть внутренний двор с садом.
После освобождения Болгарии от Османской империи в 1878 году Аргир Куюмджиоглу покинул Пловдив и поселился в Вене. С 1898 по 1902 года дом использовался как пансион для девочек. После этого он использовался шляпной фабрикой Гарабет Карагёзян, как склад муки и как уксусный завод. В 1930 году его приобрёл болгарский табачный торговец Антонио Коларо (Антоний Коларов из Русе). Коларо намеревался снести дом и построить табачный склад, но муниципалитет Пловдива отказал ему в разрешении. Муниципалитет купил дом в 1938 году, провёл ремонт и организовал музей.

## Галерея

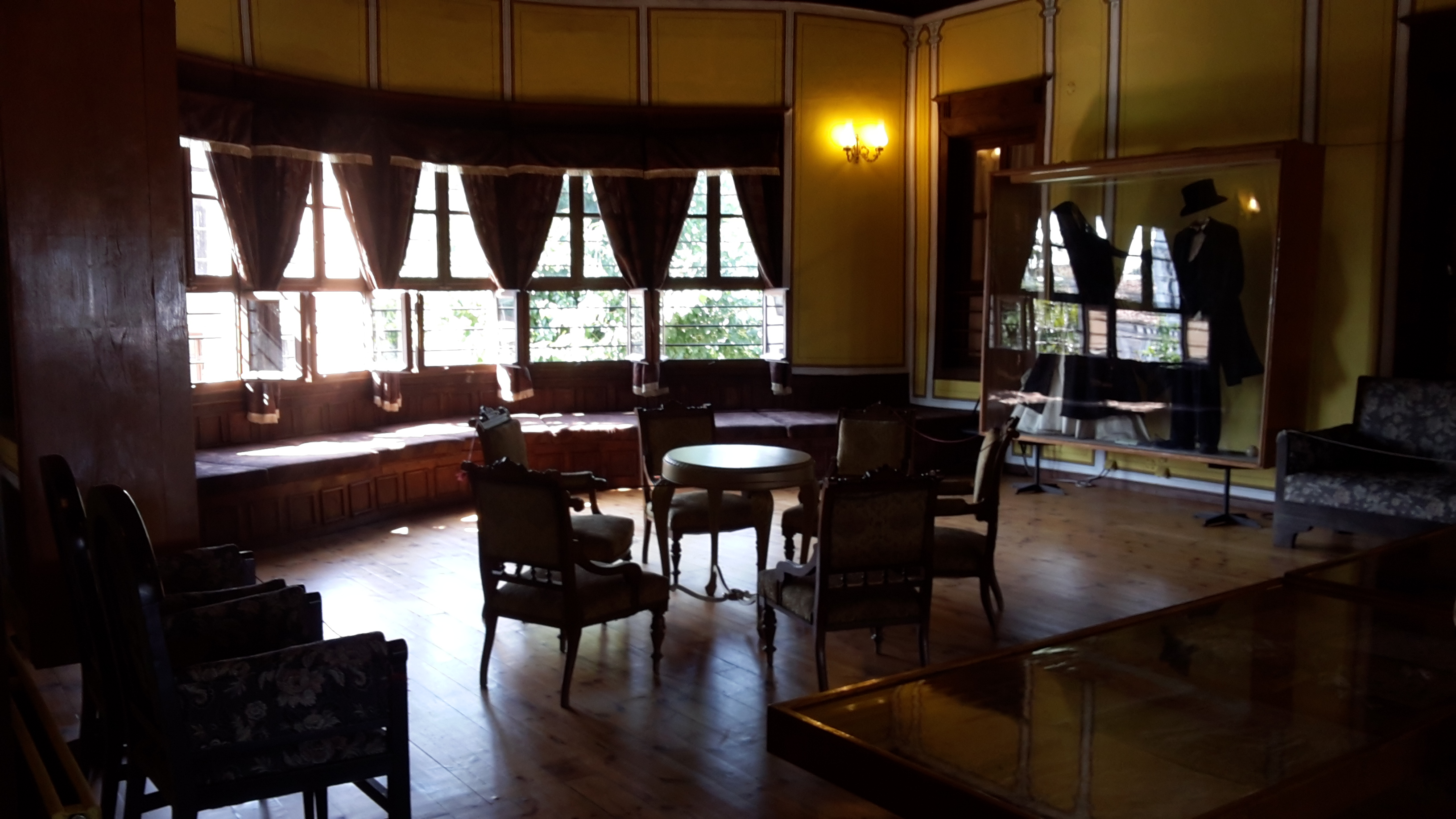
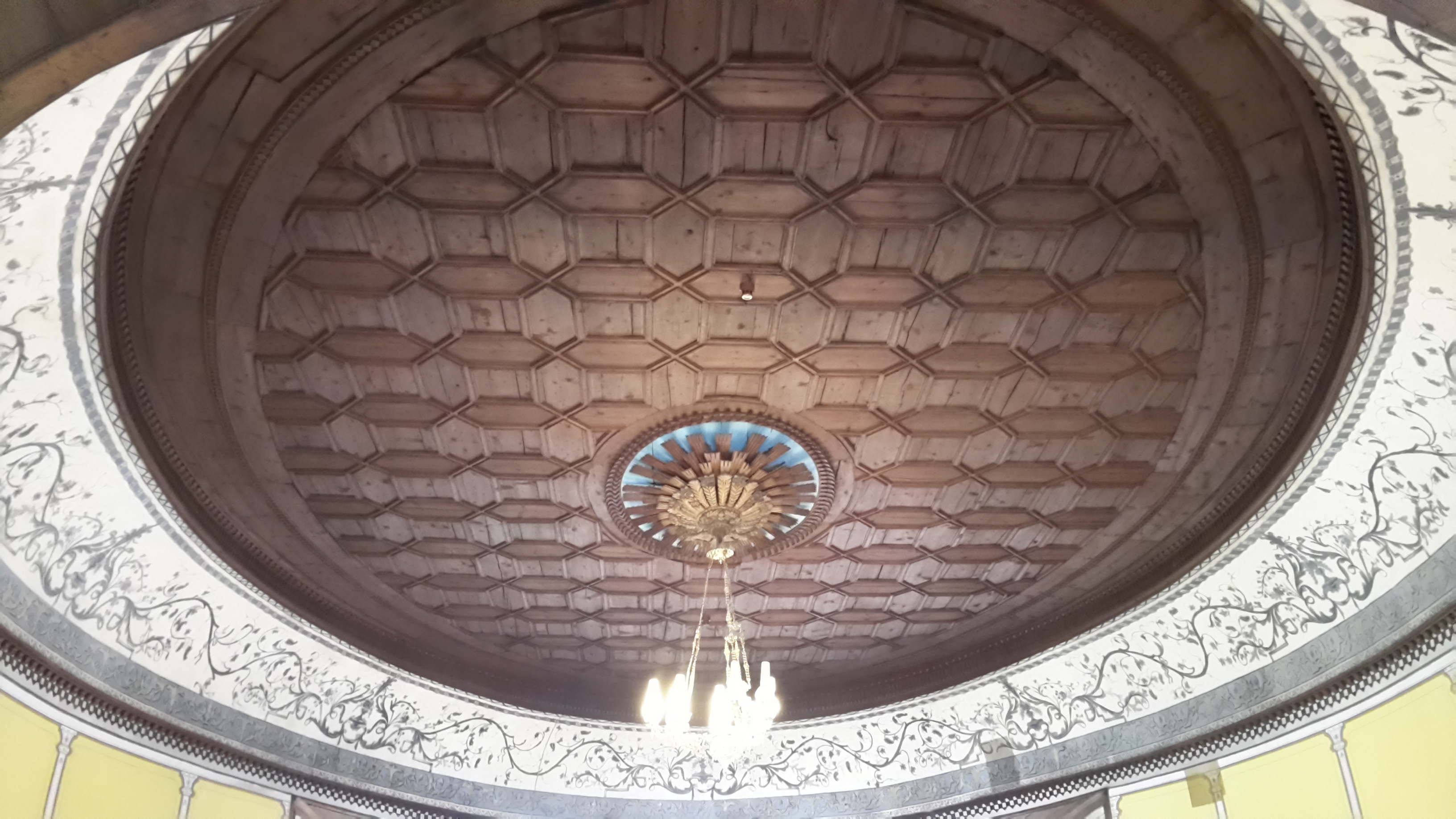
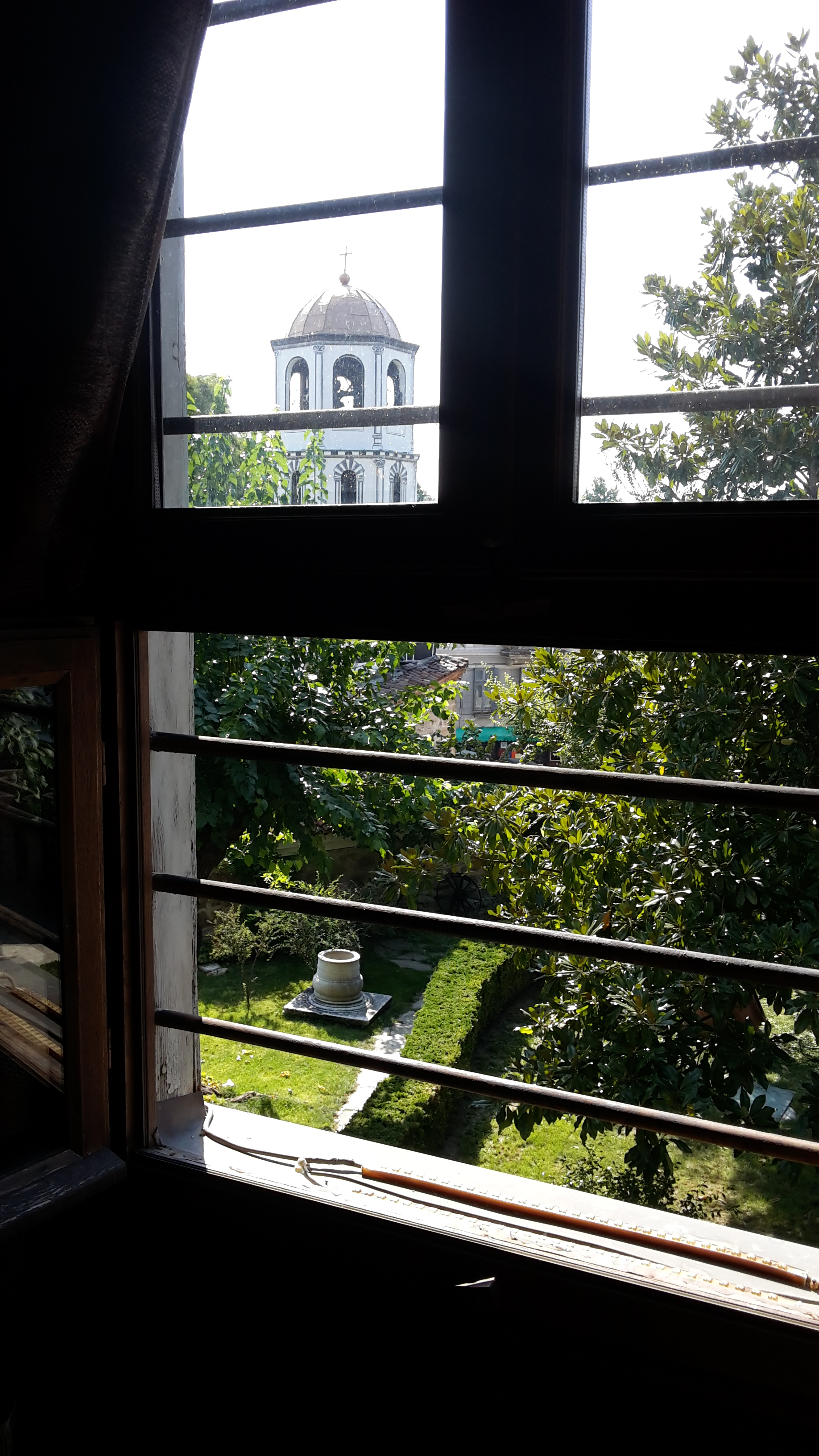